# سیارک ۷۱۵

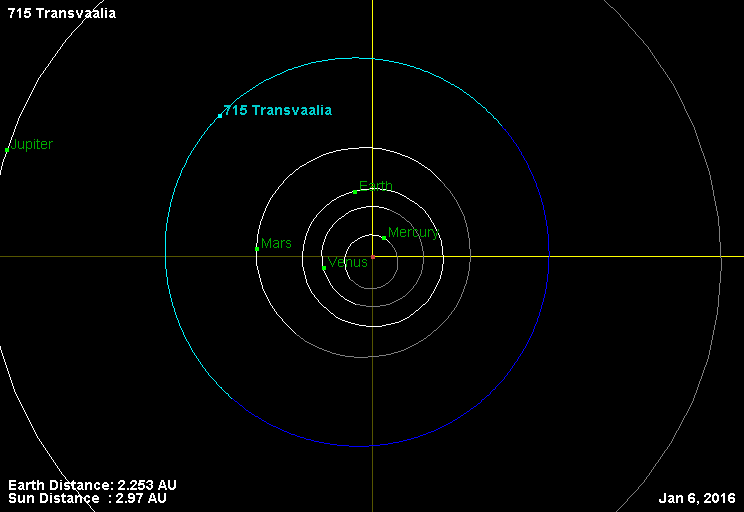
نمایی از محل قرارگیری سیارک ۷۱۵ در مدار - ۲۰۱۶

سیارک ۷۱۵ (به انگلیسی: 715 Transvaalia، نامگذاری:1911LX) هفتصد و پانزدهمین سیارک کشف شده‌است که در ۲۲ آوریل ۱۹۱۱ کشف شد.
قدر مطلق سیارک برابر ۹٫۸۰ است.